# شهرستان گورلیتسه
شهرستان گورلیتسه (به لهستانی: Powiat Gorlice) یک شهرستان در لهستان است که در استان لهستان کوچک‌تر واقع شده‌است. شهرستان گورلیتسه ۹۶۷٫۳۶ کیلومتر مربع مساحت و ۱۰۶٬۵۴۰ نفر جمعیت دارد.